# Tolga, Algérie
Tolga là một đô thị thuộc tỉnh Biskra, Algérie. Dân số thời điểm năm 2002 là 42.316 người.